# Notoraja sapphira
Notoraja sapphira és una espècie de peix de la família dels raids i de l'ordre dels raïformes. Va ser descrit el 2009 pels ictiòlegs Bernard Séret i Peter Last.

## Morfologia
Les femelles poden assolir 4,13 de longitud total i els mascles 3,6 cm.

## Hàbitat
És un peix marí, de clima subtropical (25°S-35°S, 167°E-169°E) i bentopelàgic que viu entre 1.195-1.313 m de fondària.

## Distribució geogràfica
Es troba a l'oceà Pacífic sud-occidental: el Mar del Corall i el Mar de Tasmània.

## Observacions
És inofensiu per als humans.